# Ende (Deisenhausen)
Ende ist eine Einöde der Gemeinde Deisenhausen im schwäbischen Landkreis Günzburg in Bayern. 
Der Ort liegt am Billenhauser Weg nahe der Bundesstraße 16 und circa drei Kilometer nordöstlich von Deisenhausen.